# Coelaenomenodera pulchella
Coelaenomenodera pulchella es un coleóptero de la familia Chrysomelidae.
Fue descrita científicamente en 1852 por Coquerel.